# سینگهام
سینگهام (به انگلیسی: Singham) فیلمی اکشن به کارگردانی روهیت شتی است که در سال ۲۰۱۱ منتشر شد. این فیلم بازراه‌اندازی سینگام است.

## خلاصه داستان
جیکاند شیکره که یک مرد با نفوذ است که با استفاده از قدرت خود کارهای خلاف می‌کند و به تازگی باعث مرگ بازرس راکش کادام افسر پلیس می‌شود و سینگهام وارد ماجرا می‌شود و با او درگیر می‌شود و …

## بازیگران
- اجی دیوگن سینگهام
- کجال آگاروال کاویا
- پراکاش راج جیکان
- سونالی کورکارنی لیلا
- مورالی شرما ستیان

## فروش
این فیلم در جدول گیشه نمایش سینماهای هند، به فروش کلان ۱۰۰ کروری (۲۰ میلیون دلاری) دست پیدا کرد و حیرت و تعجب تحلیل‌گران اقتصادی سینما را برانگیخت.

## دنباله
بازگشت سینگهام که ادامه قسمت اول است؛ و به کارگردانی روهیت شتی.
دوباره سینگهام ادامه قسمت دوم است که در تاریخ ۱۱ ابان ۱۴۰۳ اکران شد...